# Арванд Гушнасп
Арванд Гушнасп был иранским дворянином, который некоторое время был марзпаном (губернатором) Сасанидской Иберии с 540 по 541 год. Его штаб находился в Тбилиси, а на посту марзпана его сменил Вежан Бузмихр.
Согласно современному историку Стивену Х. Раппу-младшему, Арванд Гушнасп вполне мог быть членом клана Михранидов, таким образом, возможно, будучи парфянским князем по происхождению, хотя «тем, кто прибыл непосредственно из Ирана».